# Captain Phoenix
Captain Phoenix est un groupe de rock indépendant britannique, originaire de Londres, en Angleterre. Il est composé de quatre membres : Ben Burrows le chanteur et bassiste, Luke Keyte et Nick Hill les guitaristes ainsi que Ross Curnow le batteur. Le groupe se sépare en 2009.

## Biographie
Capitaine Phoenix est formé en 2004 à Londres, en Angleterre, avant de signer chez Kind Canyon. Le groupe compte par la suite trois singles : Living on the Guestlist, Pistols and Hearts (N°29 - BBC Indie Chart) et Loneliness. Le groupe a eu un bon succès critique dans les magazines et journaux anglais tels que le NME, The Sunday Times, et The Daily Star. Le chanteur Ben Burrows est le plus jeune frère d'Andy Burrows, le batteur du groupe Razorlight.
Durant leurs tournées, Captaine Phoenix fait le tour du Royaume-Uni, et est allé au Japon pour la première fois en juin 2007, où leur premier album Life.Temper.Riot est déjà sorti. Ils font également les premières parties des concerts de certains groupes comme Razorlight, The Kooks ou BB Brunes parmi d'autres. Le groupe se sépare en 2009.

## Membres
- Ben Burrows - voix, guitare basse
- Luke Keyte - guitare
- Nick Hill - guitare, voix
- Ross Curnow - batterie

## Discographie

### Album studio
- 2007 : Life.Temper.Riot

### Singles
- Living on the Guestlist[3]
- Pistols and Hearts
- Loneliness